# Georg Hofmann (Byzantinist)
Georg Hofmann SJ (* 1. November 1885 in Friesen bei Bamberg; † 9. August 1956 in Rom) war ein deutscher Theologe und Byzantinist.
Hoffmann studierte Katholische Theologie und Philosophie an der Päpstlichen Universität Gregoriana in Rom und empfing am 28. Oktober 1912 die Priesterweihe. Am 29. September 1918 trat er der Gesellschaft Jesu (Jesuiten) bei. Nach der Anfertigung einer Dissertation über Petrus Rauch (1494–1558) bei Walter Otto und der Promotion 1922 in München unterrichtete er am soeben den Jesuiten übertragenen Päpstlichen Orientalischen Institut in Rom. 
In seinen Veröffentlichungen beschäftigte sich Hofmann vor allem mit den griechischen Patriarchen von Konstantinopel, besonders ihren Beziehungen zum Vatikan nach 1453.